# Ferdinand Feller
Ferdinand Gerhard Feller (Strättligen, 11 aprile 1932 – Adliswil, 2001) è stato un calciatore svizzero, di ruolo centrocampista.

## Carriera

### Club
Ha sempre giocato nel campionato svizzero.

### Nazionale
Ha giocato la sua unica partita in Nazionale nel 1959.